# BME Jégkorongcsapat
A BME Jégkorongcsapat a 2002–2003-as tanévben kezdte meg működését, néhány lelkes diák szervezésében.
Az akkor még gyakorinak nem mondható edzéseknek a székesfehérvári jégpálya adott otthont. A cél még inkább csak egyszerű szórakozás volt, mint valódi csapat létrehozása. A következő évben szintén Fehérváron edzett a társaság, meglehetősen ritkán, mondhatni alkalomszerűen. A csapat híre ebben az évben kezdett elterjedni az egyetemen, és egyre többen jelezték, hogy csatlakoznának. Az egyetemi bajnokságon kiderült, hogy egy másik baráti társaság is a BME színeit képviseli. A két eddig elkülönülten működő jégkorongcsapat egyesült. A következő év meghozta az áttörést, hiszen felépült az UTE jégcsarnoka, ahol 2004 ősze óta tartja edzéseit a csapat.
A közelebb lévő pálya és az egyre nagyobb hírverés hatására a csapat létszáma ugrásszerűen megnőtt. Az aktív szervezés következtében nemcsak a tagság száma növekedett meg, hanem az edzések is rendszeressé és rendezetté váltak az egyik csapattag (Németh Bálint) vezetésével, bevezették továbbá a tagdíjrendszert – addig a jég árát minden edzés után a jelenlévők fizették – stb. A egyetemi bajnokságon a nagy létszám miatt két csapat indult, az V. és IX. helyezést szerezve meg magának.

## Eredmények

### Csapateredmények
- 2005. VI. Országos Egyetemi – Főiskolai Jégkorongtorna (Székesfehérvár) – V. és IX. helyezés
- 2007. VII. Országos Egyetemi – Főiskolai Jégkorongtorna (Székesfehérvár) – III. helyezés

#### Edző mérkőzések
- 2007. október 28. Székesfehérvár Hevület – BME  ~10 – 3

### Egyéni eredmények
- 2007. VII. Országos Egyetemi–Főiskolai Jégkorongtorna (Székesfehérvár) – legjobb kapus díj: Gangl Gábor (Bamba)